# Titularbistum Abziri
Abziri ist ein Titularbistum der römisch-katholischen Kirche.
Es geht zurück auf einen untergegangenen Bischofssitz in der gleichnamigen antiken Stadt, die in der römischen Provinz Africa proconsularis (heute nördliches Tunesien) lag. Der Bischofssitz war der Kirchenprovinz Karthago zugeordnet.
| Titularbischöfe von Abziri |                           |                                               |                    |                |
| Nr.                        | Name                      | Amt                                           | von                | bis            |
| 1                          | Emilio Abascal y Salmerón | Weihbischof in Puebla de los Ángeles (Mexiko) | 25. Juli 1953      | 18. April 1968 |
| 2                          | Joseph Obert PIME         | emeritierter Bischof von Dinajpur (Indien)    | 5. September 1968  | 6. März 1972   |
| 3                          | Vinzenz Guggenberger      | Weihbischof in Regensburg (Deutschland)       | 17. Mai 1972       | 4. Juli 2012   |
| 4                          | Kęstutis Kėvalas          | Weihbischof in Kaunas (Litauen)               | 27. September 2012 | 20. April 2017 |
| 5                          | Hansjörg Hofer            | Weihbischof in Salzburg (Österreich)          | 31. Mai 2017       |                |